# Моррис, Вульф
Вульф Моррис (при рождении Вульф Стейнберг; 5 января 1925 — 21 июля 1996) — английский актёр, который играл характерные роли на сцене, телевидении и в художественных фильмах с 1950-х по 1990-е годы. Дебютировал в кино в фильме «Встреченные при лунном свете». Его бабушка и дедушка были из Киева и избежали еврейских погромов, прибыв в Лондон примерно в 1890 году. Семья переехала в Портсмут на рубеже веков. Моррис был одним из девяти детей, рождённых Бекки (урождённая Левин) и Морри Стейнберг. Его младший брат, Обри Моррис, также был опытным актёром. Его дочь Шона Моррис стала театральной актрисой.
Моррис обучался актёрскому мастерству в Королевской академии драматического искусства, которую окончил в 1943 году. За свою карьеру, охватывающую пять десятилетий, он снялся почти в 90 различных фильмах и телешоу, а также появлялся в многочисленных театральных постановках в составе Королевской шекспировской труппы. Его самой известной ролью на телевидении была роль Томаса Кромвеля в «Шести женах Генриха VIII». Готовясь к ней, он посетил ряд английских замков, чтобы изучить портреты персонажей. В 1968 году он сыграл Голлума в драматизации «Хоббита» на радио BBC, а позже снялся в роли безумного владельца восковых фигур в антологическом фильме ужасов Amicus «Дом, где стекает кровь» (1970). Среди других фильмов с его участием — «Снежный человек» (1957), «Лагерь на кровавом острове» (1958), «Я только спросил!» (1958), «Девять часов до Рамы» (1963), «Лучший дом в Лондоне» (1969), «Человек-макинтош» (1973), «Приключение более умного брата Шерлока Холмса» (1975), «Послание» (1976), «Куба» (1979) и «Лондонская связь» (1979).